# Groß Radisch
Groß Radisch (obersorbisch Radšowⓘ) ist ein Kirchdorf in der sächsischen Oberlausitz. Mit etwa 330 Einwohnern ist Groß Radisch der drittgrößte Ortsteil der Gemeinde Hohendubrau im Landkreis Görlitz.
Das Namenspräfix dient der Abgrenzung von der rund zehn Kilometer entfernten Ortschaft Klein-Radisch (Radšowk).

## Geographie

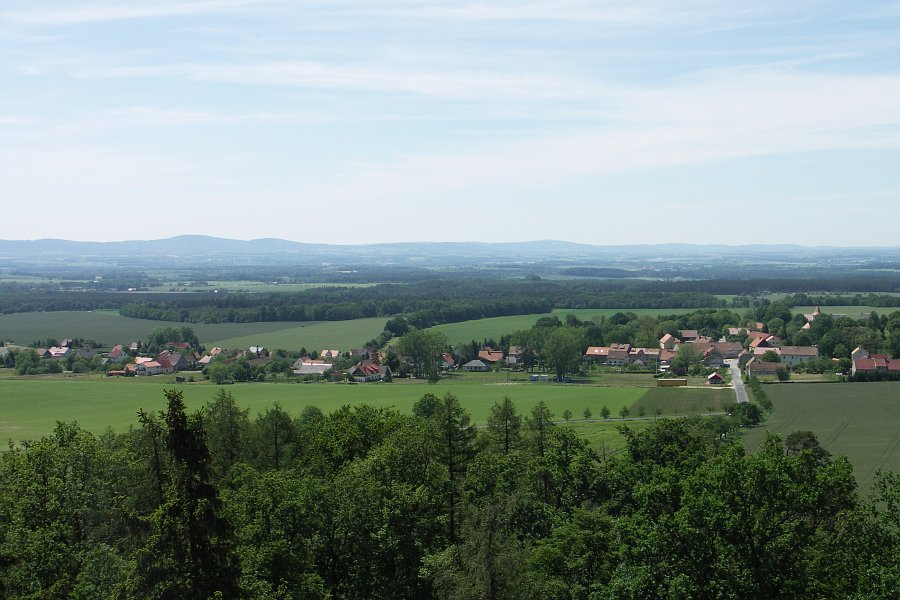
Blick vom Aussichtsturm auf dem Monumentberg

Der Ort liegt am Südhang der Hohen Dubrau und gehört dadurch zu den höchstgelegenen Orten im mittleren Kreisgebiet. Große Teile der den Ort umgebenden Wälder sind Teil eines Naturschutzgebietes. Rund fünf Kilometer nordöstlich des Ortes erstreckt sich die Talsperre Quitzdorf, einer der größten Stauseen Sachsens. Östlich von Groß Radisch erhebt sich der Monumentberg, auf dem ein Aussichtsturm thront.
Umgebende Orte sind Leipgen und Steinölsa im Norden, Kollm im Nordosten, Diehsa im Osten, Thräna im Südosten, Jerchwitz im Süden, Gebelzig im Südwesten und Ober Prauske sowie Weigersdorf im Westen.

## Geschichte

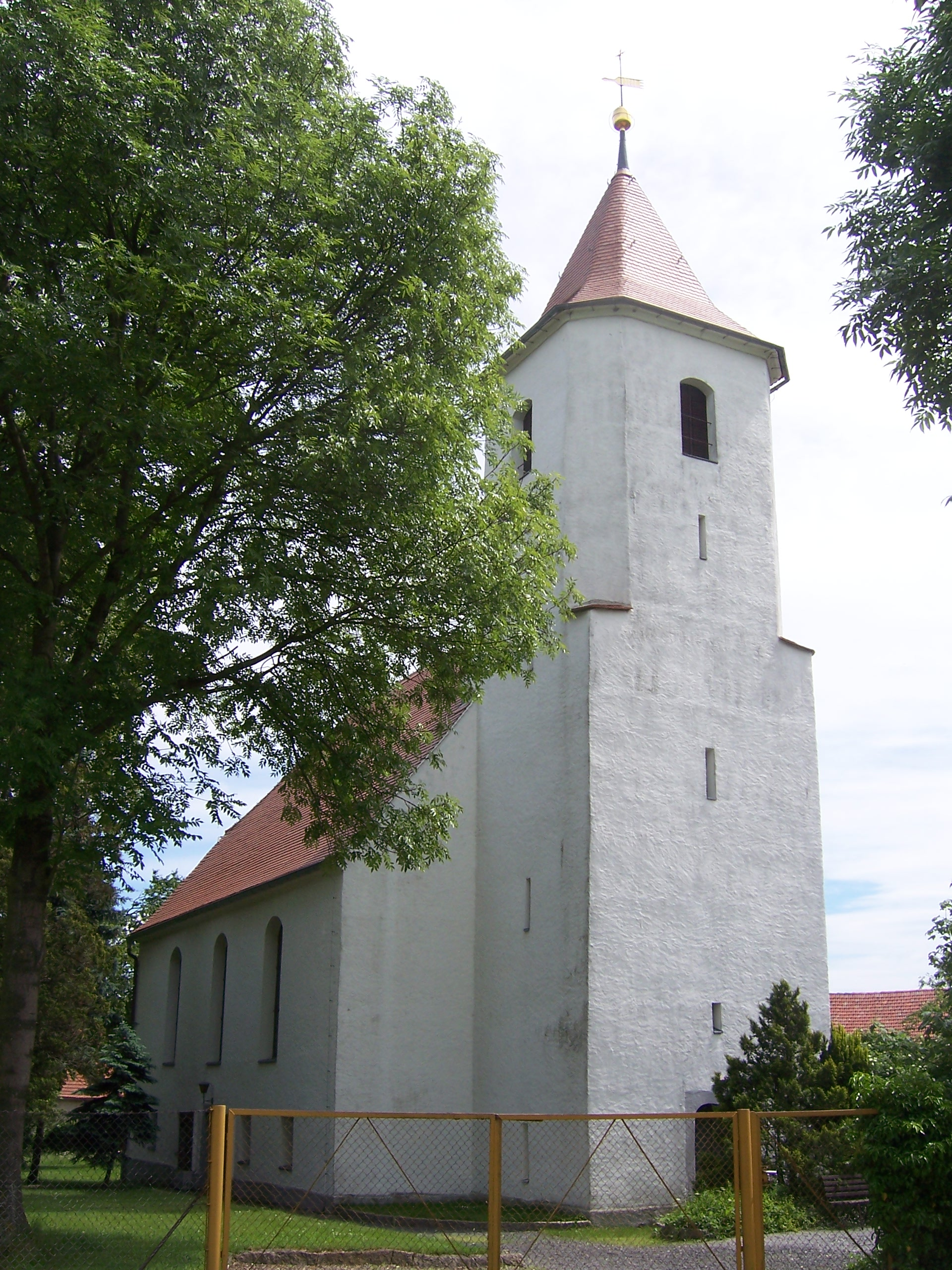
Kirche von Groß Radisch

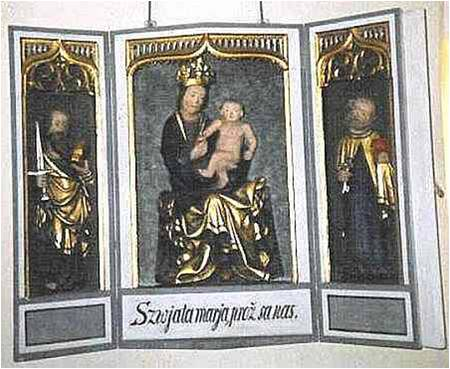
Gestohlener Marienaltar mit sorbischer Aufschrift Szwjata marja prož sa nas. („Heilige Maria, bitte für uns!“)

Der Ort wird 1392 erstmals erwähnt und findet im Jahr 1419 als Radeschaw im Görlitzer Rügengerichtsprotokoll urkundliche Erwähnung. Die Kirche wird schon 1346 im Bistumsmatrikel des Bistums Meißen erwähnt, jedoch ist dessen zeitliche Authentizität umstritten. Im 15. sowie 16. Jahrhundert ist das Gut im Besitz derer von Gersdorff auf Gebelzig, dann geht es 1682 in den Besitz der Familie von Nostitz über. In der kurzen Zeit von 1646 bis 1659 ist die Großradischer Kirche eine Filialkirche der Gebelziger Kirche.
Die Schrotholzkirche wird im April 1801 wegen Baufälligkeit abgetragen. Schon am 8. November des gleichen Jahres wird der massive Neubau geweiht, im darauffolgenden Jahr ist auch der Turmbau abgeschlossen. Zu Ehren des verstorbenen Gutsbesitzers Johann Carl Adolph von Nostitz, der als Förderer des Kirchneubaus gilt, stiftet seine Witwe am 26. Dezember 1800 ein Denkmal. Dieses ist fortan namensgebend für seinen Standort, den Monumentberg.
Nach den Befreiungskriegen wird das Königreich Sachsen 1815 zugunsten Preußens verkleinert, unter anderem wird ein großer Teil der Oberlausitz preußisch. In der anschließenden Reform wird Groß Radisch dem Landkreis Rothenburg (Provinz Schlesien) zugeordnet. Weigersdorf wird 1829 vom sächsisch gebliebenen Baruth nach Groß Radisch umgepfarrt, so dass die Kirchgemeinde fortan aus Groß Radisch, Thräna und Weigersdorf besteht.
Bis ins Jahr 1915 wird neben dem Gottesdienst in deutscher auch einer in sorbischer Sprache gehalten. Am 24. Juli 1917 mussten die mittlere und die kleine Glocke zu Kriegszwecken abgegeben werden. In den folgenden vier Jahren läutete somit nur noch die, obendrein gesprungene, kleine Glocke im Kirchturm. Als Ersatz für das abgegebene bzw. beschädigte Geläut konnten am 19. Juni 1921 drei neue Gussstahlglocken feierlich eingeweiht werden. Ein wertvoller Marienaltar mit sorbischem Schriftzug wird 1990 aus der Kirche gestohlen.
Am 1. April 1938 wird die Gemeinde Stiftswiese (zwischen 1936 und 1947 der Name Thränas), zu der seit 1928 der Ortsteil Jerchwitz gehört, nach Groß Radisch eingemeindet.
Aufzeichnungen, die sichere Angaben zur Gründung der Schule geben könnten, fehlen. Als erster Kantor und Lehrer in der damaligen Schule zu Groß Radisch wird in der Schulchronik von 1699 ein Johann Křižan genannt. Wegen steigender Schülerzahlen (bis zu 180) erfolgt 1887 ein Schulneubau. Ab 1966 besuchen die Kinder die Schule im Nachbarort Gebelzig. Wegen Baufälligkeit wird das alte Schulgebäude 2005 abgerissen, das zweite Schulgebäude beherbergt heute Wohnungen, einen Gemeindesaal und Büros.
Am 1. Juli 1995 schließen sich Groß Radisch und seine Nachbargemeinden Gebelzig und Weigersdorf zur Gemeinde Hohendubrau zusammen.
Anfang des Jahres 2007 deckte der Orkan Kyrill die Nord- und Ostseite des Turmdaches der Kirche größtenteils ab, wodurch auch das Dach des Kirchenschiffes in Mitleidenschaft gezogen wurde. Im Lauf desselben Jahres wurde das Gotteshaus daraufhin komplett neu eingedeckt.

### Bevölkerungsentwicklung
| Jahr | Einwohner |
| ---- | --------- |
| 1825 | 433       |
| 1863 | 518       |
| 1871 | 546       |
| 1885 | 476       |
| 1905 | 436       |
| 1925 | 452       |
| 1939 | 713       |
| 1946 | 811       |
| 1950 | 738       |
| 1964 | 592       |
| 1971 | 591       |
| 1988 | 554       |
| 1990 | 526       |
| 1995 | 525       |
| 1999 | 386       |
| 2002 | 362       |
| 2008 | 352       |
| 2014 | 334       |

Im Jahr 1777 wirtschaften in Groß Radisch 5 besessene Mann, 13 Gärtner und 25 Häusler.
Im 19. Jahrhundert vergrößert sich die Bevölkerung von 433 Einwohnern im Jahr 1825 auf 546 im Jahr 1871. Danach ist ein Rückgang bis zum Anfang des 20. Jahrhunderts zu verzeichnen, im Jahr 1905 liegt die Einwohnerzahl nur noch bei 436. Bis in die Zwischenkriegszeit ist ein leichter Wiederanstieg festzustellen.
Die Anzahl der sorbischsprachigen Einwohner liegt laut amtlichen Angaben bei 243 im Jahr 1863 und gemäß der Statistik von Arnošt Muka bei 389 im Jahr 1884. Das entspricht einem Anteil an der Gesamtbevölkerung von 46,9 % bzw. 76,3 %. Ernst Tschernik zählt 1956 in der Gemeinde nur noch 15 Sprecher, darunter einen einzigen Jugendlichen. Das entspricht einem Anteil von gerade 2 %.
Nach dem Zweiten Weltkrieg wächst die Bevölkerung um etwa 100 Einwohner gegenüber dem Vorkriegsniveau, das jedoch bereits Anfang der fünfziger Jahre wieder erreicht wird. Bereits 1964 liegt die Zahl mit 592 Einwohnern um rund 120 unter der Zahl von 1939. Der allgemeine Geburtenrückgang in der DDR in den siebziger Jahren hat in Groß Radisch nur geringe Auswirkungen auf die Bevölkerungsgröße, die bis zur Wiedervereinigung Deutschlands nur um etwa 50 Einwohner schrumpft.
Seit Ende der neunziger Jahre zeichnet sich ein rückläufiger Trend ab, die Bevölkerung schrumpft von 386 Einwohnern im Jahr 1999 auf 333 Einwohner im Jahr 2022.

### Ortsname
Der Ortsname ist wie bei Klein-Radisch sicherlich von einem Personennamen abgeleitet worden. Womöglich handelt es sich um einen Kurznamen wie Radiš oder Radoš. Neben Radeschaw findet sich 1419 noch Radischwicz und 1422 Radischaw. 1490 wandelt sich der Name in Radischo und 1533 in Radischau. Ab 1670 ist das Dorf als Radisch bekannt. Im Jahr 1767 schließlich erhält der Ort seinen heutigen Namen Groß Radisch.
Jüngere Vorkommen des sorbischen Namens sind Radżicżow (1767 bei Christian Knauthe), Wulki Raczow (1800) und Wulki Radšow (1835). Der Übergang von Wulki Radšow (Groß Radisch) und Mały Radšow (Klein-Radisch) hin zu den Namensformen Radšow und Radšowk erfolgt etwa Mitte des 19. Jahrhunderts. Dabei wird der Ortsname des „großen“ Ortes zum Grundnamen, der mittels des Verkleinugssuffixes -k für den „kleinen“ Ortsnamen adaptiert wird. Ein ähnlicher Vorgang in der näheren Umgebung ist bei Groß Saubernitz und Kleinsaubernitz zu beobachten.

## Kultur und Sehenswürdigkeiten
Hier sind besonders der von 2000 bis 2001 errichtete Aussichtsturm auf dem Monumentberg sowie das Monument, welches dem 292 m hohen Berg den Namen gab, zu nennen.  Das Monument erinnert an Johann Carl Adolf von Nostitz.
Kulturell ist vor allem das Kirschenfest hervorzuheben, das sich zu einem der größten Volksfeste der Umgebung entwickelt hat. Es findet jährlich am zweiten Juliwochenende statt. Weiterhin sind die ebenfalls jährlich stattfindende Kirschblütenwanderung an einem Sonntag Ende April bzw. Anfang Mai sowie das jeweils am Samstag vor dem 3. Advent stattfindende Lichterfest mit Weihnachtskonzert nennenswert.